# Sécheval
Sécheval är en kommun i departementet Ardennes i regionen Grand Est (tidigare regionen Champagne-Ardenne) i nordöstra Frankrike. Kommunen ligger i kantonen Renwez som ligger i arrondissementet Charleville-Mézières. År 2022 hade Sécheval 536 invånare.

## Befolkningsutveckling
Antalet invånare i kommunen Sécheval
Referens: INSEE